# Portugiesisch-zentralafrikanische Beziehungen
Die portugiesisch-zentralafrikanischen Beziehungen beschreiben das zwischenstaatliche Verhältnis von Portugal und der Zentralafrikanischen Republik. Seit 1977 unterhalten die Länder direkte diplomatische Beziehungen.
Die Beziehungen sind unbelastet, waren jedoch lange wenig intensiv. Wichtigster Bezugspunkt heute ist die portugiesische Militärpräsenz bei Friedensmissionen der EU und der UNO im Land, die teilweise unter Leitung Portugals stehen.
Im Jahr 2017 waren 9 zentralafrikanische Staatsbürger in Portugal gemeldet, 2008 waren 10 Portugiesen konsularisch in der Zentralafrikanischen Republik gemeldet.

## Geschichte
Auch wenn sich Portugiesen ab dem 15. Jahrhundert als erste Europäer in Afrika niederließen, so drangen die Portugiesischen Entdecker jedoch nicht bis in die heutige Zentralafrikanische Republik vor.
Erst nach dem Ende des kolonialen Estado Novo-Regimes in Portugal durch die Nelkenrevolution 1974 näherte sich die 1960 von Frankreich unabhängig gewordene Zentralafrikanische Republik und das nunmehr demokratische Portugal etwas an. Am 15. Februar 1977 richteten sie direkte diplomatische Beziehungen ein.

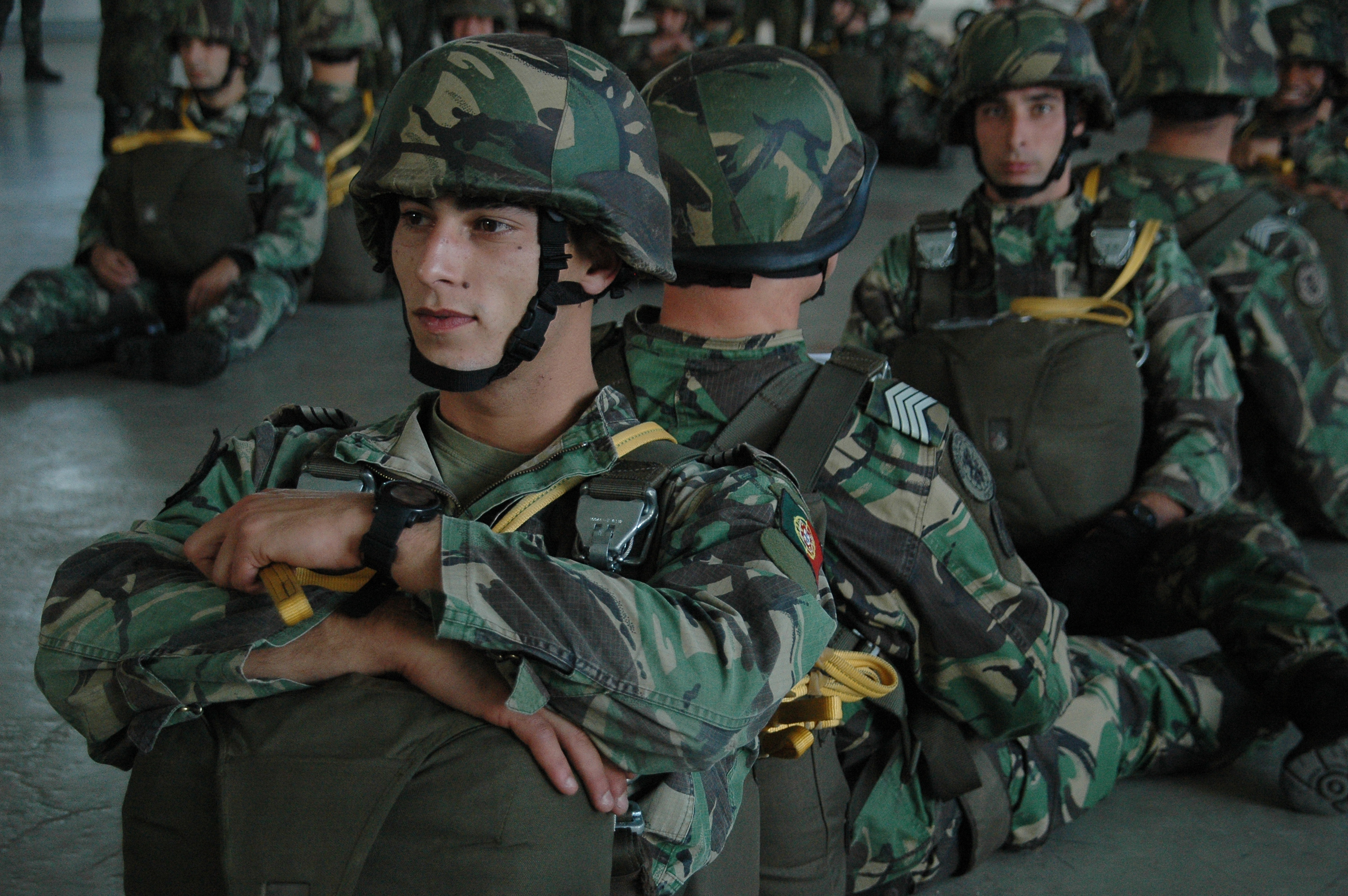
Übung in Santarém 2018: Portugiesische Fallschirmspringer sind im zentralafrikanischen Bambari stationiert

Am 13. März 1980 doppelakkreditierte sich António Baptista Martins, portugiesischer Chefdiplomat in Kinshasa, als erster Botschafter Portugals in der Zentralafrikanischen Republik.
Nachdem der Darfur-Konflikt auf die Zentralafrikanische Republik überzugreifen drohte und das Land innenpolitisch zunehmend instabil wurde, begann 2007 die UN-Friedensmission MINURCAT, die bis zu ihrem Ende 2010 unter portugiesischer Leitung stand. Auch im Rahmen der europäischen Missionen EUFOR Tchad/RCA (2008/2009), EUFOR RCA (2014/2015), EUMAM RCA (2015/2016) und der Ausbildungsmission EUTM RCA (seit 2016), die seit Januar 2018 unter portugiesischem Kommando steht, wirkte Portugiesisches Militär im Land. Zudem sind seit 2014 portugiesische Einheiten im Rahmen der MINUSCA-UN-Mission im Land, insbesondere in Bambari.
Am 20. Oktober 2018 bewirkten portugiesische Fallschirmjäger aus Bambari die Befreiung von drei internationalen Sicherheitskräften, die von FPRC-Rebellen am 19. Oktober bei Bria als Geiseln genommen worden waren.

## Diplomatie

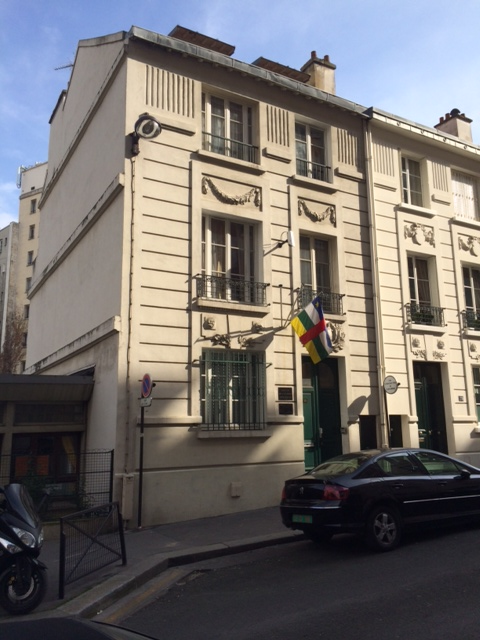
Die Botschaft der Zentralafrikanischen Republik in Paris; sie ist auch für Portugal zuständig

Portugal unterhält keine eigene Botschaft in der Zentralafrikanischen Republik, das Land gehört zum Amtsbezirk der portugiesischen Botschaft in der kongolesischen Hauptstadt Kinshasa. In der zentralafrikanischen Hauptstadt Bangui besteht ein portugiesisches Honorarkonsulat.
Die Zentralafrikanische Republik hat ebenfalls keine eigene Botschaft in Portugal, zuständig ist die zentralafrikanische Vertretung in Paris. Konsulate führt die Zentralafrikanische Republik in Portugal nicht.

## Wirtschaft
Die portugiesische Außenhandelskammer AICEP unterhält keine Niederlassung in der Zentralafrikanischen Republik, zuständig ist die AICEP-Kontaktstelle an der Botschaft Portugals in der nigerianischen Hauptstadt Abuja.
Im Jahr 2016 exportierte Portugal Waren im Wert von 0,332 Mio. Euro in die Zentralafrikanischen Republik (2015: 0,060 Mio.; 2014: 0,066 Mio.; 2013: 0,043 Mio.; 2012: 0,132 Mio.), davon 50,5 % Maschinen und Geräte, 44,6 % Metallwaren und 3,9 % Optik- und Präzisionsgeräte.
Im gleichen Zeitraum lieferte die Zentralafrikanische Republik Waren im Wert von 2,720 Mio. Euro an Portugal (2015: 1,573 Mio.; 2014: 0,351 Mio.; 2013: 0,610 Mio.; 2012: 0,912 Mio.), ausschließlich Holz.
Damit stand die Zentralafrikanische Republik für den portugiesischen Außenhandel an 190. Stelle als Abnehmer und an 123. als Lieferant, für den zentralafrikanischen Außenhandel rangierte Portugal damit an 17. Stelle als Abnehmer und an 65. Stelle als Lieferant.